# Nascer de Novo
Nascer de Novo é o álbum de estreia da dupla sertaneja Rayssa & Ravel, lançado em 1994 pela gravadora Som e Louvores.
O disco, que deu início a carreira da dupla no cenário evangélico com a experiência adquirida anos anteriores no meio não-religioso, mesclou composições autorais a parcerias com outros letristas, como Wanderly Macedo. O álbum foi importante no trabalho dos músicos com o sucesso das músicas "Nascer de Novo", "Sabe" e "O Amor", esta última uma das primeiras músicas românticas de notoriedade ainda na década de 1990.
Em 2015, foi considerado, em lista publicada pelo Super Gospel, o 55º maior álbum da música cristã brasileira, em uma publicação. Mais tarde, foi eleito pelo mesmo portal o 29º melhor álbum da década de 1990.

## Antecedentes
Rayssa e Ravel nasceram na cidade do Rio de Janeiro, e são filhos de outra dupla evangélica chamada Daniel e Dênny. Com a influência dos pais e com o interesse pela música sertaneja, se uniram como dupla ainda no final da década de 1980. Apesar da origem protestante, os músicos deixaram de ser religiosos no início da carreira e se mudaram para a cidade de São Paulo para tentar o sucesso.
Em São Paulo, conheceram a cantora Roberta Miranda. Rayssa deu o nome de Ravel ao seu irmão, enquanto que o nome Rayssa foi escolhido pelo sobrinho da Roberta Miranda. No segmento não-religioso, não só cantavam, como compunham, tendo algumas de suas músicas gravadas por Gian & Giovani e As Paquitas. Em certo período, Ravel retornou a fé protestante e Rayssa, tempos depois, também. Com isso, a partir de 1994, a dupla passou a atuar exclusivamente dentro do sertanejo evangélico, apesar de ainda produzir, em alguns momentos, músicas não-religiosas.

## Gravação
O álbum contou com produção musical do tecladista Melk Carvalhêdo, que desenvolveria uma parceria com os músicos nos projetos subsequentes. Outra parceria recorrente no álbum foi com o compositor Wanderly Macedo, autor de parte do repertório. As canções, apesar de sertanejas, são essencialmente religiosas. O projeto incluiu também "O Amor", que se tornou uma das primeiras músicas evangélicas de teor romântico do Brasil.

## Lançamento e recepção
| Críticas profissionais | Críticas profissionais |
| Avaliações da crítica  | Avaliações da crítica  |
| Fonte                  | Avaliação              |
| ---------------------- | ---------------------- |
| Super Gospel           | [ 3 ]                  |

Nascer de Novo foi lançado em 1994 pela gravadora Som e Louvores e recebeu avaliações favoráveis. Retrospectivamente, a obra recebeu cotação de 4 estrelas de 5 pelo portal Super Gospel, com a consideração de que "Nascer de Novo é um projeto palatável como um legítimo álbum sertanejo da década de 1990, com referências atuais, sustentadas pela produção musical e arranjos de Melk Carvalhêdo".
Em 2015, Nascer de Novo foi eleito o 55º maior álbum da música cristã brasileira, em lista do Super Gospel. Em 2018, o mesmo portal o elegeu como o 29º melhor álbum da década de 1990.
O trabalho foi relançado nas plataformas digitais em 2021 pelo selo Gospel Music Brasil e com distribuição da The Orchard. Esta versão contou com a versão instrumental (playback) integrada.

## Faixas
A seguir lista-se as faixas, compositores e durações de cada canção de Nascer de Novo, segundo o encarte do disco.
| Lado A |                  |                                 |         |  |
| N.º    | Título           | Compositor(es)                  | Duração |  |
| 1.     | "Nascer de Novo" | Rayssa, Ravel e Wanderly Macedo | 4:20    |  |
| 2.     | "Arrebatamento"  | Jonas Mariano                   | 4:01    |  |
| 3.     | "Sabe"           | Wanderly Macedo, Rayssa e Ravel | 3:29    |  |
| 4.     | "Sou eu"         | Nelson Ramirez                  | 3:27    |  |

| Lado B |                         |                 |         |  |
| N.º    | Título                  | Compositor(es)  | Duração |  |
| 1.     | "Foi Bom Te Conhecer"   | Jessé Rocha     | 3:39    |  |
| 2.     | "O Deus que eu Conheço" | Wanderly Macedo | 3:11    |  |
| 3.     | "O Amor"                | Wanderly Macedo | 2:43    |  |
| 4.     | "Shekinah"              | Mário Fernando  | 3:41    |  |
| 5.     | "Eu Também Quero Ir"    | Denny           | 2:43    |  |

## Ficha técnica
A seguir estão listados os músicos e técnicos envolvidos na produção de Nascer de Novo:
- Rayssa – vocais
- Ravel – vocais
- Melk Carvalhêdo – produção musical, arranjos, violão, guitarra, bateria, teclados, baixo e mixagem
- Martinêz – trompetes
- Rocha – sax
- Dalton – violino
- Nunes – violino
- Ebenézer Florêncio – violino
- Aramis Rocha – violino
- Arthur Huf – violino
- Léa – vocal de apoio
- Cláudia – vocal de apoio
- Marinho – vocal de apoio

Equipe técnica
- Carlito Santos – técnico de gravação e mixagem
- Orlando V. N. – mixagem

Projeto gráfico
- MCK Multimídia – design